# Piper melanocladum
Piper melanocladum är en pepparväxtart som beskrevs av C. Dc.. Piper melanocladum ingår i släktet Piper och familjen pepparväxter. Inga underarter finns listade i Catalogue of Life.